# Santa Rosa de Osos
Santa Rosa de Osos ist eine Gemeinde (municipio) im Departamento Antioquia in Kolumbien.

## Geographie
Santa Rosa de Osos liegt in der Subregion Norte Antioqueño in Antioquia auf einer Höhe von 2550 m ü. NN, 74 km nördlich von Medellín entfernt und hat eine Durchschnittstemperatur von 13 °C. Die Gemeinde grenzt im Norden an San Andrés, Yarumal, Angostura und Carolina, im Osten an Carolina und Guadalupe, im Süden an Donmatías, San Pedro de los Milagros und Entrerríos und im Westen an Entrerríos, Belmira und San José de la Montaña.

## Bevölkerung
Die Gemeinde Santa Rosa de Osos hat 39.058 Einwohner, von denen 23.024 im städtischen Teil (cabecera municipal) der Gemeinde leben (Stand: 2022).

## Geschichte
Das Gebiet von Santa Rosa de Osos wurde 1541 für die Spanier entdeckt und aufgrund der Vielzahl an Bären in der Region Valle de los Osos (Tal der Bären) genannt. In der Folge wurde in der Region Gold gefunden. Der Ort selbst wurde 1636 gegründet. Seit 1659 gibt es dort eine Kirchengemeinde. Der erste Name lautete San Jacinto de Osos. Seit 1811 hat der Ort seinen heutigen Namen. 1814 bekam Santa Rosa den Status einer Gemeinde und seit 1917 ist der Ort Sitz einer Diözese.

## Wirtschaft
Santa Rosa de Osos liegt strategisch günstig auf dem Weg von Medellín zur kolumbianischen Karibikküste. Eine wichtige Rolle spielt die Landwirtschaft. Es werden Obst, Bohnen, Zuckerrohr und Kaffee angebaut. Darüber hinaus werden Rinder gezüchtet, insbesondere zur Milchproduktion. Außerdem gibt es Schweinezucht. Im industriellen Sektor dominieren die lebensmittelverarbeitende Industrie und die Textilindustrie.

## Religion
Santa Rosa de Osos ist Sitz des Bistums Santa Rosa de Osos. In Santa Rosa de Osos befindet sich neben der Kathedrale die Wallfahrtskirche Basilika Unserer Lieben Frau der Barmherzigkeit.

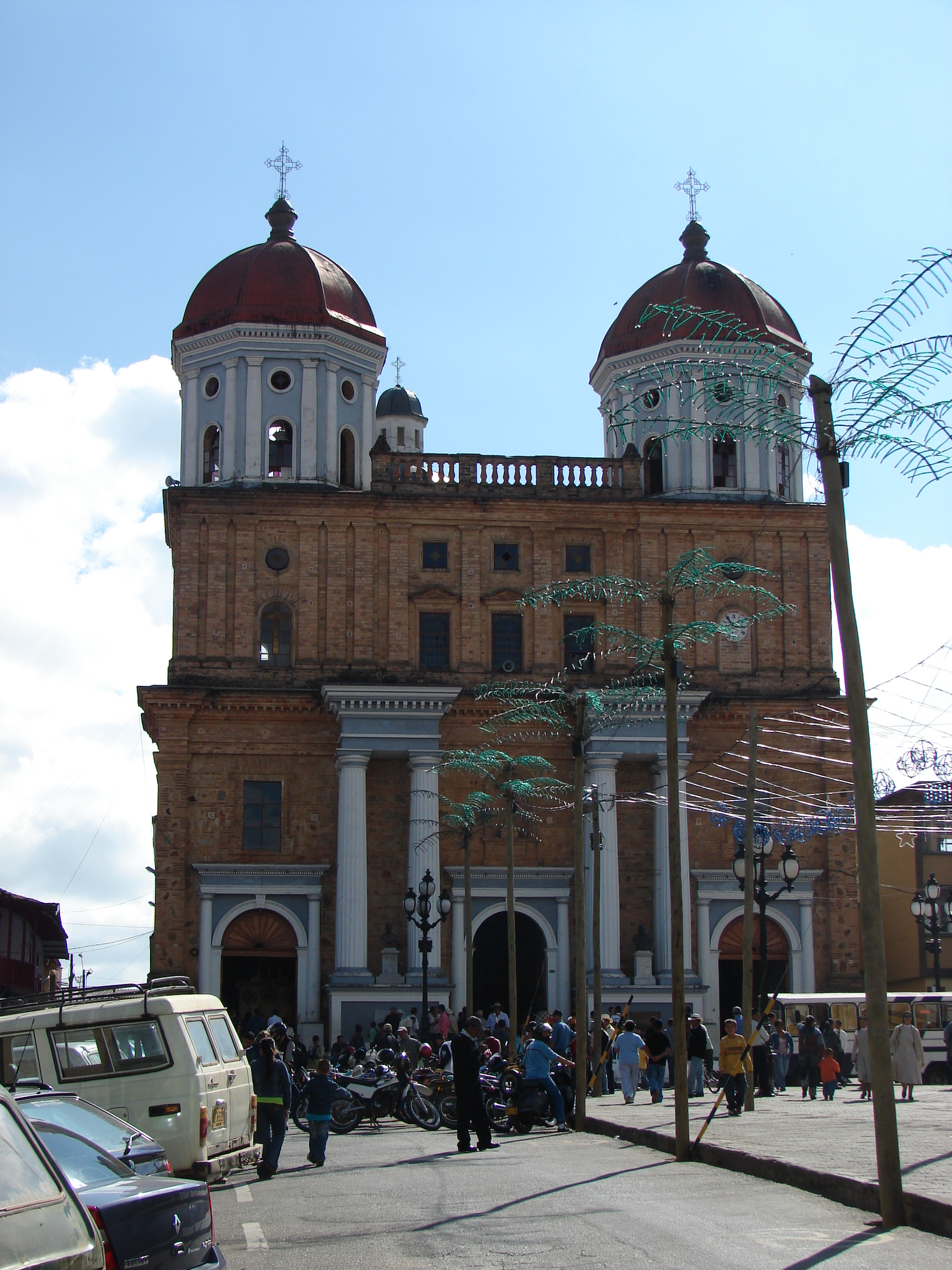
Kathedrale
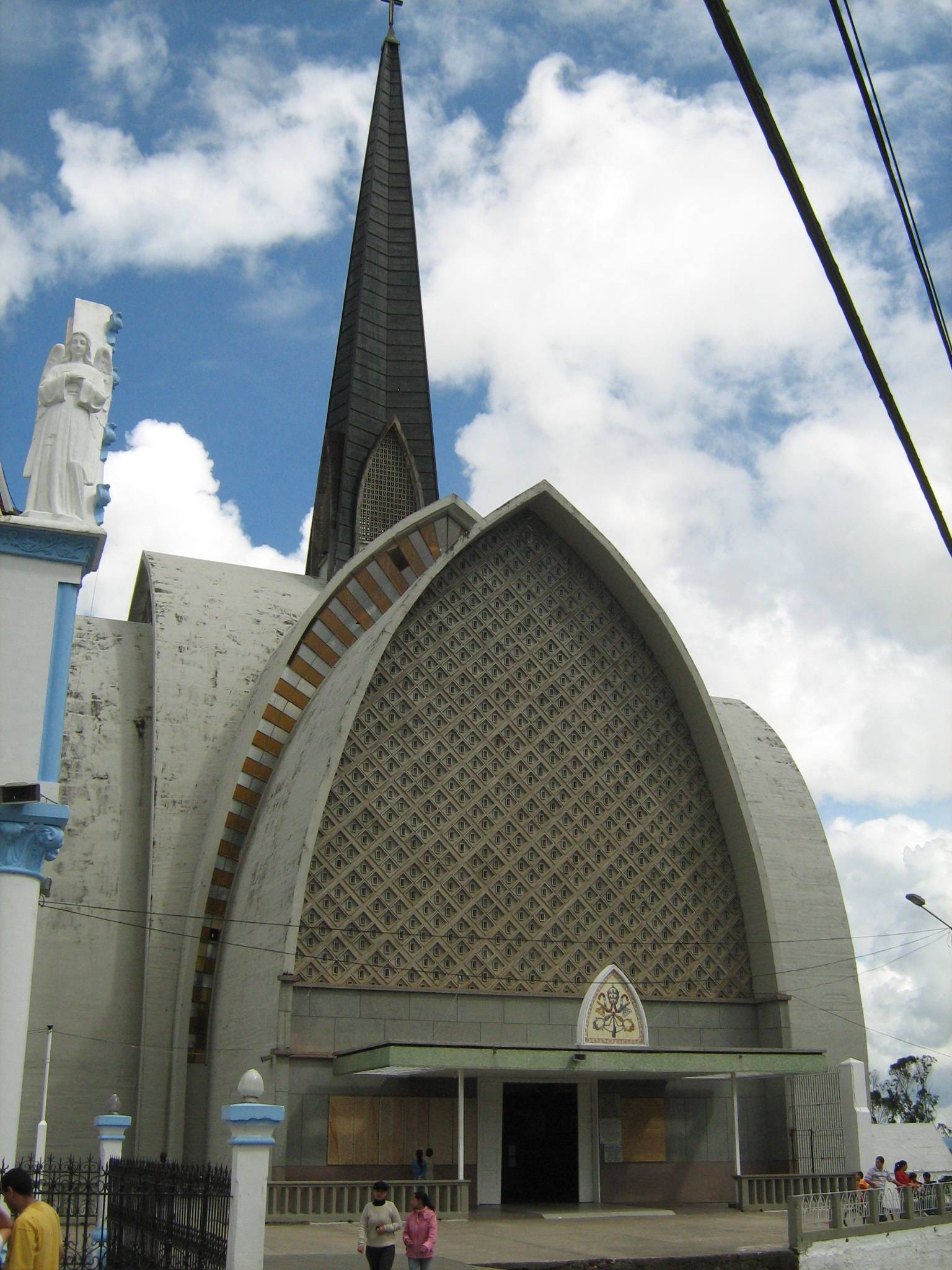
Fassade der Basilika
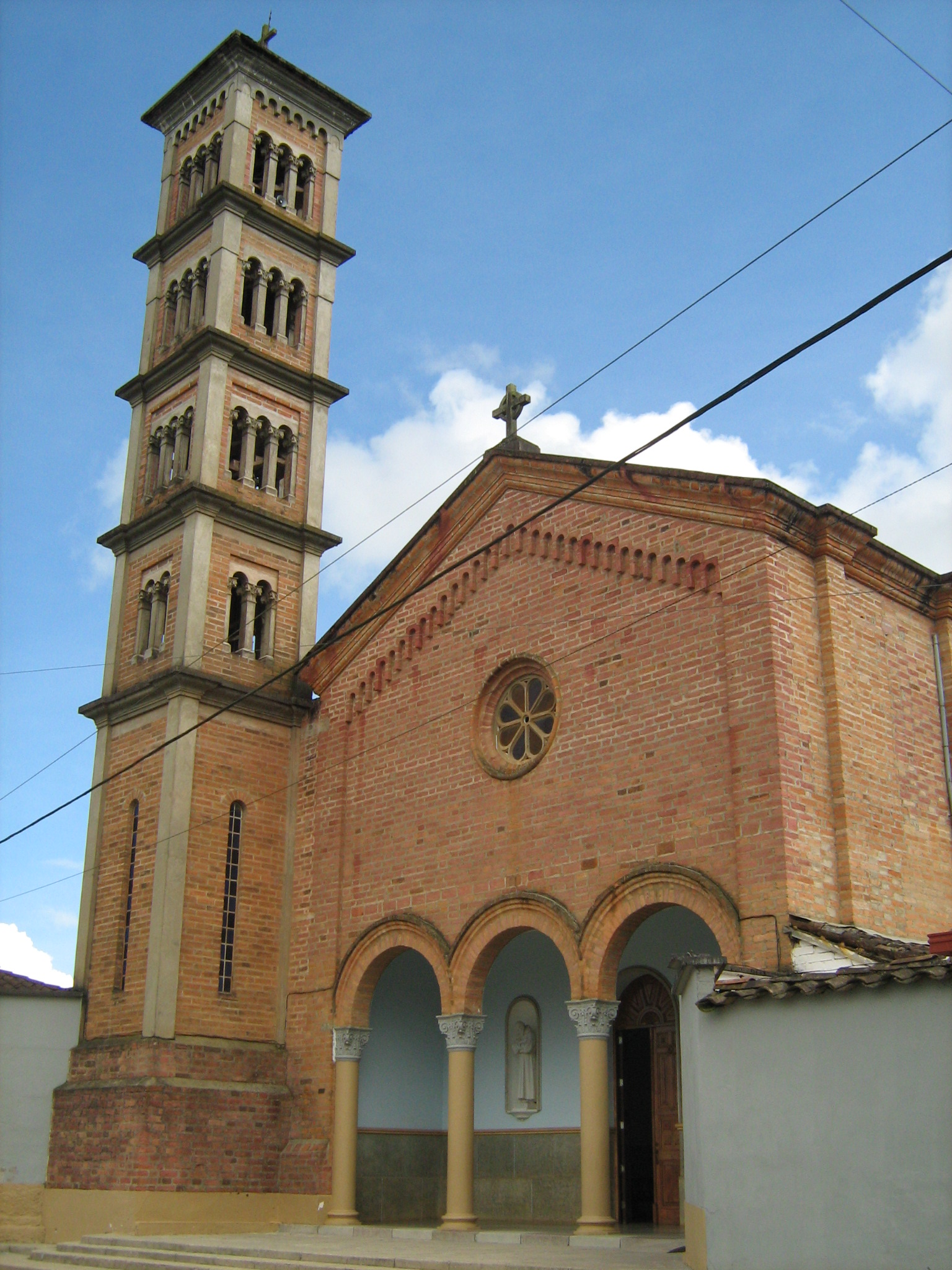
Iglesia de San Francisco y Santa Clara de Asís
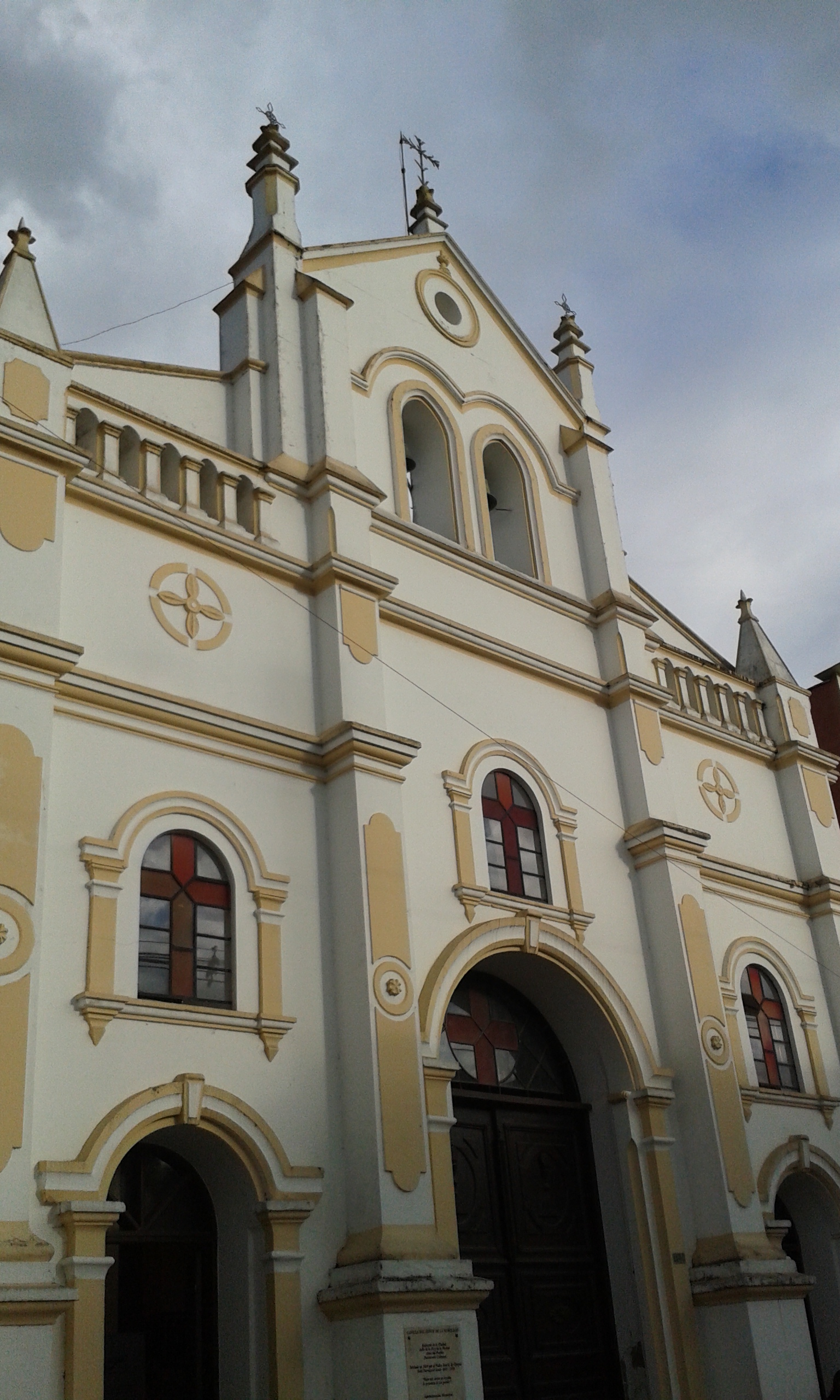
Capilla de la Humildad

## Söhne und Töchter der Stadt
- Pedro Justo Berrío (1827–1875), Gouverneur von Antioquia
- Porfirio Barba Jacob (1883–1942), Schriftsteller
- Aníbal Muñoz Duque (1908–1987), Erzbischof von Bogotá (1972–1984) und Nueva Pamplona (1959–1968), Titularbischof von Cariana (1968–1972), Bischof von Socorro y San Gil (1951–1952) und Bucaramanga (1952–1959)
- César Alcides Balbín Tamayo (* 1958), Bischof von Caldas (2015–2021) und Cartago (seit 2021)